# Eli Jischai

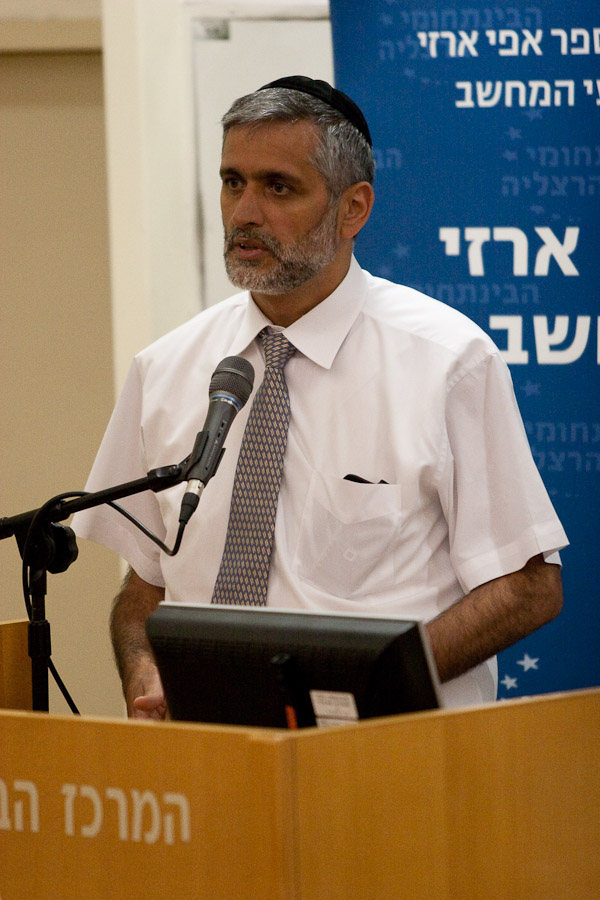
Eli Jischai, 2009

Elijahu „Eli“ Jischai (hebräisch אליהו "אלי" ישי; * 26. Dezember 1962 in Jerusalem) ist ein israelischer Politiker und ehemaliger Vorsitzender der charedischen („ultraorthodoxen“) Schas-Partei.
Vom 17. Juni 1996 bis 2015 war er Mitglied der Knesset. Im Kabinett von Benjamin Netanjahu (Likud) war er bis zum 18. März 2013 Innenminister und einer der vier stellvertretenden Ministerpräsidenten. Ende 2014 gründete er eine neue religiöse Partei mit dem Namen Yachad.
Jischai ist der Sohn tunesisch-jüdischer Einwanderer, verheiratet und hat fünf Kinder.

## Positionen
Im Mai 2009 weigerte sich Jischai, dem Heiligen Stuhl die Jurisdiktion über die heiligen christlichen Stätten zu gewähren, und trug damit zur Eskalation des Konflikts hinsichtlich der Umsetzung des Grundlagenvertrags zwischen dem Vatikan und Israel vom 30. Dezember 1993 über den juristischen Status der katholischen Stätten in Israel bei, der bis heute (2012) noch nicht gelöst ist.
Jischai sieht illegale Einwanderer pauschal als Gefahr und als Quelle von Krankheiten wie Aids oder Hepatitis sowie als Drogen-Dealer. Asylbewerber sollten in „freiwillige Arbeitslager“ gebracht werden, um dort die durch das Verfahren entstehenden Kosten unentgeltlich abzuarbeiten. Homosexuelle sind seiner Meinung nach krank, und die palästinensische Terrororganisation Hamas möchte er „ausradieren“.
2010 verteidigte er die Abschiebung von 400 Kindern illegaler Einwanderer vor der Knesset mit dem Argument, dass diesen Einwanderern die einzige Rechtfertigung, in Israel zu bleiben, genommen werden müsse, nämlich ihre „Baby-Visa“ („the only criterion for staying [in Israel] is the ‚baby visa‘“).
2012 sagte Jishai in einem Interview mit Ma'ariv, das diese Zeitung am 4. Juni 2012 veröffentlichte: „Muslime, die hierher kommen, glauben nicht einmal, dass dieses Land uns gehört, dem weißen Mann.“ Im weiteren Verlauf des Interviews bezichtigte er diese Menschen der „Infiltration“ und meinte, Israel müsse sich „jedes Mittel verschaffen, um diese Ausländer aus dem Land zu bringen“. Diese Äußerungen richteten sich hauptsächlich gegen Flüchtlinge aus Eritrea, die jedoch größtenteils keine Muslime, sondern Christen sind und in Israel häufig prekäre Beschäftigung finden.
Jischai setzte sich – erfolglos – für die Verschärfung der israelischen Abtreibungsgesetze ein.
Nach verheerenden Waldbränden in Nordisrael Ende 2010 warfen Journalisten Jischai, der für die Feuerwehren zuständig war, Versagen vor und forderten seinen Rücktritt.
Am 8. April 2012 verkündete Jischai, dass Günter Grass aufgrund seines umstrittenen Gedichts Was gesagt werden muss Persona non grata in Israel sei, und erklärte: „Ich sehe es als Ehre an, ihm die Einreise ins Heilige Land zu verbieten.“ Grass sei für ihn in die Kategorie „Nazi“ gerutscht. Weiterhin hatte Jischai das Nobelpreiskomitee dazu aufgefordert, Grass den Nobelpreis für Literatur abzuerkennen. Das Komitee lehnte diese Forderung kategorisch ab.
Im Sommer 2012 schrieb Jischai an Bundeskanzlerin Merkel und rief sie dazu auf, sich für das Recht auf Beschneidungen von männlichen Neugeborenen aus religiösen Motiven (Brit Milah) einzusetzen. Der Zentralrat der Juden in Deutschland wies seine Einmischung zurück. „Weder die Kanzlerin noch die Bundesregierung brauchen Belehrungen aus Israel“, sagte der Generalsekretär Stephan Kramer der Berliner Zeitung.
Im November forderte Jischai während der israelischen Intervention im Gazastreifen in seiner Rolle als stellvertretender Ministerpräsident die Armee auf, Gaza „ins Mittelalter“ zurück zu bomben und die gesamte Infrastruktur, einschließlich der Straßen und der Wasserversorgung, zu zerstören. Auch Kadima-Politiker schlossen sich dieser Forderung an.
Unter dem Vorsitz von Eli Jischai hatte die Schas-Partei 12 Abgeordnete im Parlament. Jischai steht der Lösung „Land für Frieden“ als Alternative für einen Kompromiss mit den Palästinensern nicht ablehnend gegenüber, während er beim Status von Jerusalem zu keinem Kompromiss bereit ist. Im März 2013 wurde er durch Gideon Sa’ar als Innenminister abgelöst.
2014 trat er nach Konflikten mit dem neuen Vorsitzenden der Schas-Partei, Arje Deri, aus der Partei aus und gründete eine neue religiöse Partei, Yachad, die bei den Knesset-Wahlen 2015 gemeinsam mit der rechtsextremen Partei Otzma Yehudit antrat, aber nur knapp 3 Prozent der Stimmen erhielt. Eli Jischai verlor dadurch seinen Parlamentssitz.